# Синтетизъм
Синтетизъм е термин, използван от постимпресионистите като Пол Гоген, Емил Бернар и Луи Анкетен, за да се отличават от импресионистите. Ранният синтетизъм се свързва с Клоазонизъма и по-късно със Символизма. Терминът идва от френския глагол synthétiser (синтезирам или комбинирам, за да се получи нов продукт).
Гоген, Бернар, Анкетен и други развиват стила в края на 80-те и началото на 90-те години на 19. век.
Синтетистите се опитват да синтезират три неща:
- Външния вид на природните форми.
- Отношението на твореца към предмета на изобразяване.
- Чистотата на естетическите възгледи свързани с линия, цвят и форма.

През 1890 г. Морис Дени обобщава целите на синтетизма по следния начин: „Добре е да се помни, че картината, независимо дали е боен кон, гола жена или някакъв анекдот, е най-вече плоска повърхност, покрита с цветове, съчетани в определен ред“.
Терминът е използван за първи път през 1877 г., за да се отличи научният от натуралистичния импресионизъм и след това през 1889 г., когато Гоген и Емил Шуфенекер организират изложба от картини на импресионисти и синтетисти в кафене Волпини по време на Световното изложение в Париж (1889). Объркващото заглавие свързва картините с импресионизма. Синтетизмът подчертава двуизмерните плоски модели, с което се различава от импресионистичното изкуство и теория.

## Художници
- Пол Серюзие – „Талисман“ (1888)
- Пол Гоген – „Видение след проповед“ (1888), „Красивият ангел“ (1889), „Загубата на невинността“ (1890)
- Емил Бернар – „Жътва на елда“ (1888)
- Шарл Лавал – „На пазар“ (1888)
- Куно Амие – „Бретански предачки“ (1893)

## Галерия
- Пол Гоген, Les Alyscamps (1888)
- Пол Гоген, Видение след проповед (1888)
- Пол Серюзие, Талисман (1888)
- Шарл Лавал, На пазар (1888)
- Пол Гоген, Зеленият Исус (1889)
- Винсент ван Гог, Бретански жени и деца (1888)
- Пол Серюзие, Портрет на Пол Рансон (1890)
- Луи Анкетен, Четяща жена (1890)